# Alcis megaspilaria
Alcis megaspilaria är en fjärilsart som beskrevs av Moore 1867. Alcis megaspilaria ingår i släktet Alcis och familjen mätare. Inga underarter finns listade i Catalogue of Life.